# Telenoche (Argentina)
Telenoche é um telejornal argentino produzido e emitido pelo Canal 13, sendo exibido de segunda a sexta-feira às 20 horas desde 3 de janeiro de 1966, sendo um dos programas mais antigos em exibição na Argentina e considerado o principal noticiário do país, bem como um dos programas de maior duração na história da televisão argentina, com mais de 50 anos de exibição ininterrupta.

## História
O telejornal começou a ser emitido em 3 de janeiro de 1966, uma segunda-feira, com a condução de Mónica Cahen D'Anvers, Andrés Percivale e Tomás Eloy Martínez como diretor jornalístico.
Os apresentadores mais identificados com o noticiário são Mónica Cahen D'Anvers e César Mascetti, que estiveram à frente do mesmo de 1991 até 2003. Nesse ano, optaram por deixar a apresentação do telejornal, devido às pressões do trabalho diário, para trabalhar em um programa semanal, o Telenoche Especial.
O telejornal tem vários marcos em sua exibição, como a cobertura em 1969 da chegada do Homem à Lua, na qual Mónica Cahen D'Anvers participou como enviada a Cabo Cañaveral; a primeira transmissão ao vivo diretamente das Ilhas Malvinas, bem como diversas coberturas de fatos destacados a nível nacional e internacional.
Um capítulo a parte merece a seção Telenoche Pesquisa, que pela primeira vez na televisão argentina incorporou à câmara oculta como uma forma de denúncia. Este ciclo de investigações passou a ser emitido em formato de programa entre 2000 e 2003, conduzido por María Laura Santillán e Juan Miceli. Entre as coberturas de maior destaque e repercussão, destacam-se: a denúncia de abusos a menores cometidos por Julio César Grassi, conhecido sacerdote católico; os casos de tráfico de humanos no país; e ainda o caso que revelou o exercício de medicina sem diploma por Giselle Rímolo, ex-esposa do apresentador Silvio Soldán.

### Cronologia
- Começou a ser exibido em 3 de janeiro de 1966.
- Inicialmente, o Telenoche era exibido às 23:00, para competir com o concorrente El Reporter Esso, veiculado pela antiga Teleonce (atual Telefe); contudo, em abril de 1966, passou a ser exibido às 20:00 (UTC-3), horário consagrado até hoje.
- Seus primeiros apresentadores foram Mónica Cahen D'Anvers (nessa época conhecida como Mónica Mihanovich) e Andrés Percivale.
- Em 1967, Cahen D'Anvers fez a primeira viagem ao exterior para realizar a cobertura do cinquentenário da Virgem de Fátima, na freguesia de Fátima, em Portugal. O material videográfico chegou três dias mais tarde, por avião.
- Em 1968, Andrés Percivale viajou a Paris a cobrir o movimento do Maio Francês.
- Nesse mesmo ano, Percivale foi o único enviado da televisão argentina à Guerra do Vietnã.
- Em 1969, Ricardo Warnes e Carlos Montero decidiram enviar Andrés Percivale à Córdoba para cobrir o movimento popular que ficou conhecido como Cordobazo. Ali já estava o correspondente da emissora, Sergio Villarruel. Em seguida, este se somou à equipe da Capital Federal.
- Em 1969, a equipe do Telenoche acompanhou a viagem da missão Apollo 11, com Mónica em Cabo Cañaveral e Percivale em Buenos Aires.
- Em 1970, Andrés Percivale se afastou da condução do telejornal, sendo substituindo por Leio Gleizer.
- Em 1971, enquanto trabalhava como cronista do diário La Razón, César Mascetti soube que o Canal Trece procurava um cronista. Acabou sendo aceito e em 1 de julho do mesmo ano fez sua estreia com uma nota a Marcel Marceau para o noticiário.
- Em 1973, Mónica Cahen D'Anvers deixou a El Trece, passando a integrar o Canal 11 (Telefe). A condução do "Telenoche" passou a ser de César Mascetti, Roberto Maidana, Sergio Villarruel e Evangelina Solari.
- Em 1991, Mónica Cahen D'Anvers e César Mascetti passaram a conduzir o noticiário, agora com a denominação "Telenoche 13".
- Em 1993, é inaugurado o canal Todo Notícias, que passou a emitir o Telenoche em simultâneo com o El Trece.
- Em 1994, foi criada a seção Telenoche pesquisa.
- Em 1994, Mónica e César conduziram o telejornal diretamente dos Estados Unidos, na cobertura da Copa do Mundo do mesmo ano. Em 1998, o mesmo fora feito, desta vez na França.
- Em 2003, após 13 anos na condução, Mónica e César despediram-se do programa em dezembro, dando lugar a María Laura Santillán, que conduz o Telenoche até hoje.
- Em julho de 2010, foi apresentada a investigação especial Glaciares, o primeiro veto, sendo esta indicada aos prêmios Emmy, na categoria Atualidade.
- Em 25 de julho de 2011, segunda-feira, foi realizada uma grande mudança gráfica nos telejornais da El Trece, contudo, mantendo a clássica trilha instrumental de Eddie Sierra. Além disso, foram feitas adaptações no estúdio do Telenoche - em especial, na bancada formada pela letra "T", símbolo do jornalístico - acompanhando as mudanças do grafismo.
- Em 8 de junho de 2015 foi realizada a mais completa renovação do telejornal em sua história, com modificações radicais nos grafismos, música e logotipo. Contudo, a mudança mais profunda fora feita em seu estúdio, incorporando elementos de alta tecnologia, como uma tela cúbica em LED ao centro do cenário e vários telões espalhados no mesmo. A redação do telejornal, presente a bastante tempo, acabou sendo retirada do cenário, bem como a clássica bancada em formato "T", passando os apresentadores a conduzir o Telenoche em pé, se deslocando por todo o estúdio, acompanhados por uma steadicam. A renovação também se expandiu ao seu conteúdo, deixando de apresentar um resumo das notícias do dia, e tornando-se um jornalístico com foco na análise e investigação dos fatos, algo inédito na televisão argentina até então.[3]

## Nomenclaturas
Embora o jornalístico tenha sido criado com a nomenclatura utilizada atualmente, ao longo de sua exibição teve sua titulação alterada:
- 1966 - 1980 (Abril): Telenoche
- 1980 (Maio-Agosto): Mónica Informa
- 1981 (Março) - 1988 (Abril): Buenas Noches, Argentina
- 1988 (Abril-Dezembro): Edición Especial
- 1989 (Janeiro-Julho): Canal 13 Informa
- 1989 (Julho-Dezembro): Titulares 13
- 1990 (Janeiro-Fevereiro): Canal 13 Informa, Segunda Edicción
- 1990 (Fevereiro) - 1992 (Março): Telenoche 13
- 1992 (Março) - presente: Telenoche

## Equipe jornalística
Jornalistas especializados
- Internacional: José Antonio Gil Vidal
- Esportes:Juan Butvilofsky-Gonzalo Bonadeo
- Redes: Marina Abiuso
- Tecnologia: Federico Wiemeyer e Santiago do Rego
- Espetáculos: Mariana Mactas
- Música: Bebe Contepomi e Eleonora Pérez Caressi
- Saúde e ciência: Guillermo Lobo
- Polícia: Ricardo Canaletti
- Meteorologia: José Bianco e Matías Bertoloti
- Política: Edgardo Alfano, Joaquín Morais Solá, Eduardo Vão der Kooy, María Eugenia Duffard, Nicolás Wiñazki, Luciana Geuna e Rodrigo Alegre e Nacho Otero
- Economia: Marcelo Bonelli
- Jornalistas convidados: Carlos Pagni, Eddie Fitte, Daniel Malnatti, Martín Ciccioli, Sofía "Jujuy" Jiménez

Direção de Notícias
- Carlos de Elía

Gerência de Notícias
- Ricardo Ravanelli

Produção executiva
- Lía Mormina

Produção associada
- César Rodríguez

Produção jornalística
- Valeria López
- Edgardo Alfano

Produção 
- Sol Musa
- Federico Figueras
- Enrique García
- Manuel Ruíz Bravo
- Anabella Romero
- Vanina Gasparotti

Produção de conteúdo móvel
- Miguel Santiago

Redes
- Federico Aikawa

Redação
- Claudio Espósito